# Nathan Fielder

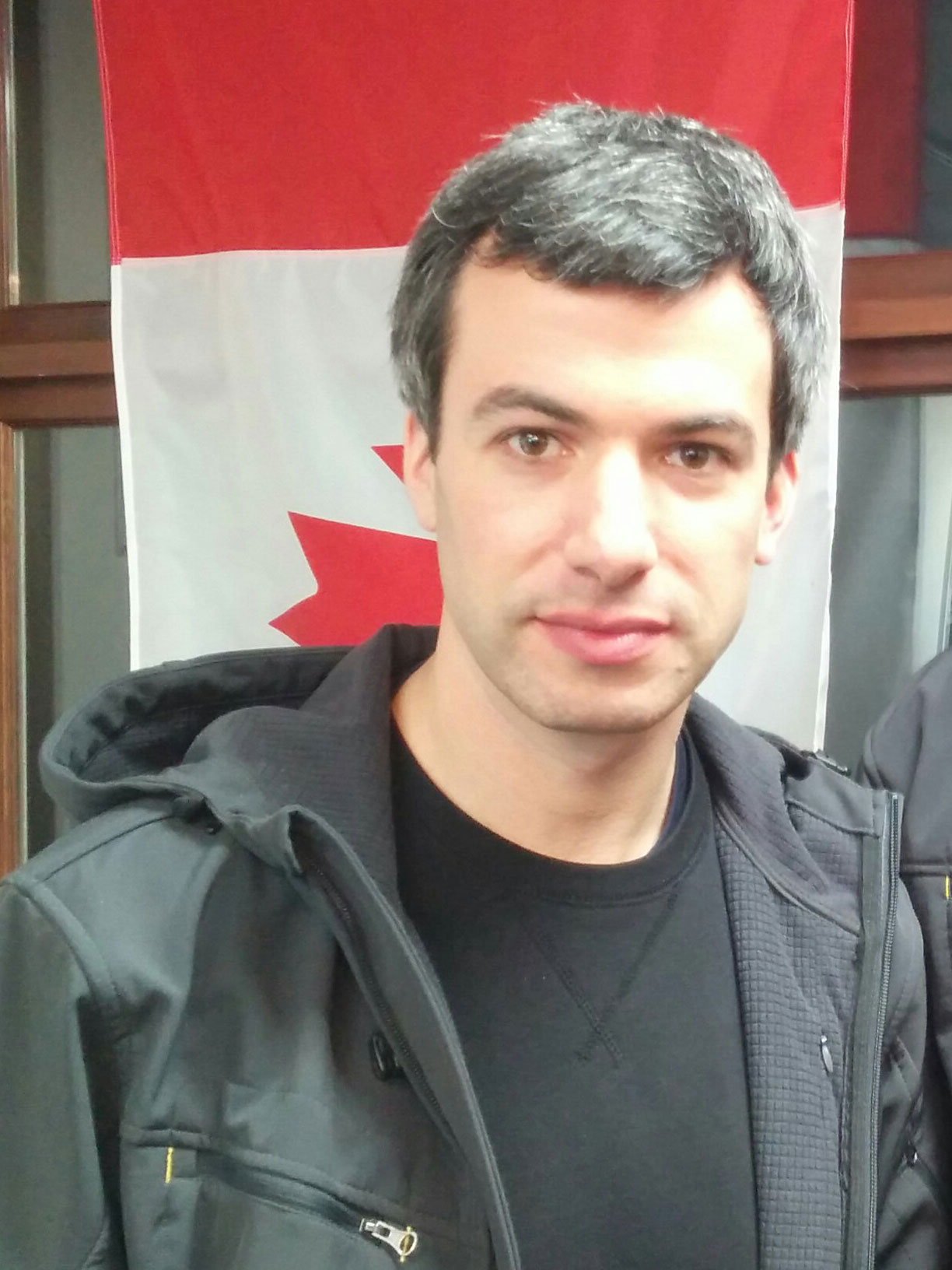
Nathan Fielder (2017)

Nathan Joseph Fielder (geboren am 12. Mai 1983 in Vancouver) ist ein kanadischer Comedian, Schauspieler, Drehbuchautor, Regisseur, Produzent und Pilot. Am bekanntesten ist er als Mitschöpfer, Regisseur und Hauptdarsteller der Comedy Central Parodie-Reality-Show Nathan for You (2013–2017), der HBO-Doku-Comedy The Rehearsal (seit 2022) und als ausführender Produzent von How To with John Wilson (2020–2023). Fielder wurde vom Time-Magazin zu einem der 100 einflussreichsten Menschen der Welt im Jahr 2023 ernannt.

## Leben

### Kindheit und Ausbildung
Nathan Joseph Fielder wurde am 12. Mai 1983 als Sohn der Sozialarbeiter Deb und Eric Fielder in einer jüdischen Familie in Vancouver geboren. Er besuchte die Point Grey Secondary School, wo er Mitglied der Improvisationskomikgruppe der Schule war, der auch der Komiker Seth Rogen angehörte. Während seiner Teenagerzeit arbeitete er als Zauberer und ist Mitglied der Academy of Magical Arts. Er studierte Wirtschaft an der University of Victoria, wo er 2005 mit einem Bachelor of Commerce abschloss. Nach der Universität zog er nach Toronto und schrieb sich 2006 im Comedy-Programm des Humber College ein. Er arbeitete kurz für eine Maklerfirma, bevor er kündigte, um seine Comedy-Karriere zu starten.

### Karriere
Nachdem er 2006 den Tim Sims Encouragement Fund Award erhalten hatte, arbeitete Fielder als Autor bei Canadian Idol, wo er von Michael Donovan, einem ausführenden Produzenten der CBC-Comedyserie This Hour Has 22 Minutes, entdeckt wurde. Donovan stellte Fielder als Korrespondent ein und entwickelte sein beliebtes wiederkehrendes Segment Nathan on Your Side. 2010 schrieb und inszenierte Fielder eine Reihe von Sketchen für die zweite Staffel von Important Things with Demetri Martin auf Comedy Central. Er war auch als Gastsprecher im Finale der zweiten Staffel von Bob’s Burgers, Bigfoot, sowie in der sechsten Staffel, Das Land-Schiff, zu sehen. Fielder spielte die Rolle von H. Jon Benjamins Tonassistent in der 2011 Fernsehserie Jon Benjamin Has a Van, und spielte Bob Woodward in der Episode Washington, DC von Comedy Centrals Drunk History. Fielder spielte ebenfalls eine Gastrolle in der Adult-Swim-Serie Rick and Morty. Er spielte 2015 in dem Film Die Highligen Drei Könige und 2017 in der Filmbiografie The Disaster Artist mit. Fielder hat auch einen YouTube-Kanal, der hauptsächlich aus kurzen Sketchen mit ihm und seinen Freunden besteht.

#### 2013–2017:Nathan for You
2013 kreierte Fielder seine eigene Fernsehserie auf Comedy Central mit dem Titel Nathan for You, die auf den Nathan-on-Your-Side-Segmenten basiert, die er für This Hour Has 22 Minutes schuf. Bei Nathan for You schrieb er das Drehbuch, führte Regie und spielte die Hauptrolle. In der Sendung gibt Fielder, der eine Figur spielt, die lose auf ihm selbst basiert, Ratschläge für lokale Kleinunternehmen. Im November 2017 endete die vierte und letzte Staffel der Serie.
Dumb Starbucks Coffee

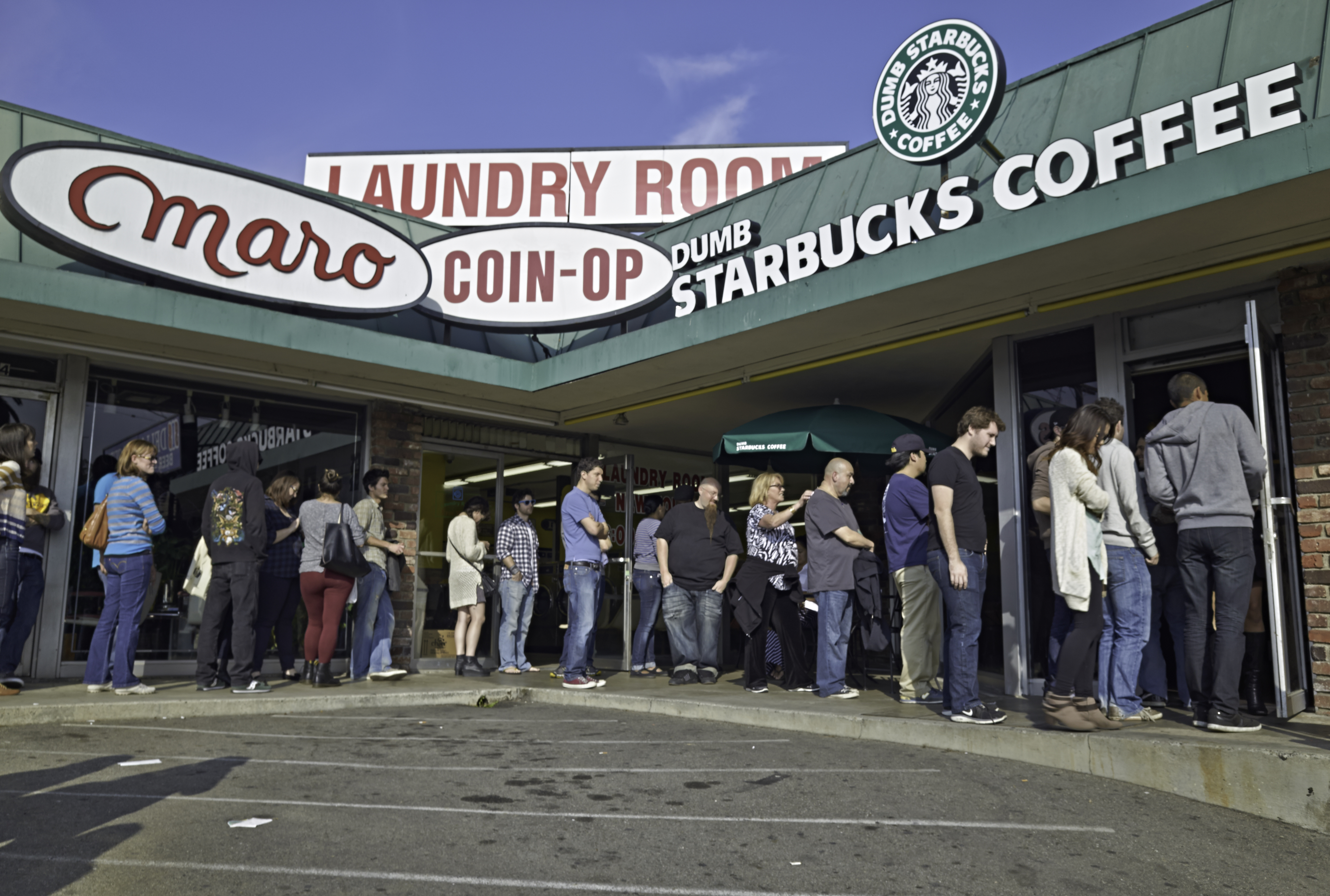
Schlange vor dem Dumb Starbucks (2014)

Am Morgen des 7. Februar 2014 eröffnete im Stadtteil Los Feliz von Los Angeles ein Café namens Dumb Starbucks Coffee, das nach eigenen Angaben eine Parodie auf die weltweit agierende Kaffeekette Starbucks darstellt und deren Sirenenlogo auf der Beschilderung, den Tassen und anderen Materialien verwendet. Der Laden machte sich über Artikel lustig, die in den meisten Starbucks-Filialen zum Standard gehören, z. B. Norah-Jones-CDs und Getränke, indem er den Begriff „Dumb“ vor die Namen setzte, z. B. „Dumb Norah Jones Duets“ und „Dumb Iced Vanilla Latte“. Getränke und Gebäck wurden kostenlos abgegeben. Einige Tage später gab Starbucks bekannt, dass man nicht mit dem Laden in Verbindung stehe und dass man „die nächsten Schritte prüfe“, da der Laden absichtlich versucht habe, das Aussehen einer echten Starbucks-Filiale zu imitieren.
Die Identität der Person, die hinter dem Laden steckt, wurde zunächst nicht bekannt gegeben, und es wurde vermutet, dass verschiedene Künstler und Komiker wie Banksy und Tim & Eric in den Streich verwickelt sind (die Produktionsfirma von Tim & Eric, Abso Lutely Productions, hatte eine Drehgenehmigung für den Standort des Dumb Starbucks Coffee beantragt). Am 10. Februar 2014 wurde der Laden vom Gesundheitsamt des Bezirks Los Angeles geschlossen, weil er nicht über die erforderlichen Genehmigungen für den Betrieb eines Cafés verfügte. Kurz darauf gab Fielder bekannt, dass er hinter der Parodie steckte, und die Los Angeles Times wies auf die Ähnlichkeit des Streiches mit anderen Sketchen hin, die in Fielders Show Nathan for You aufgeführt wurden.
Summit Ice Apparel

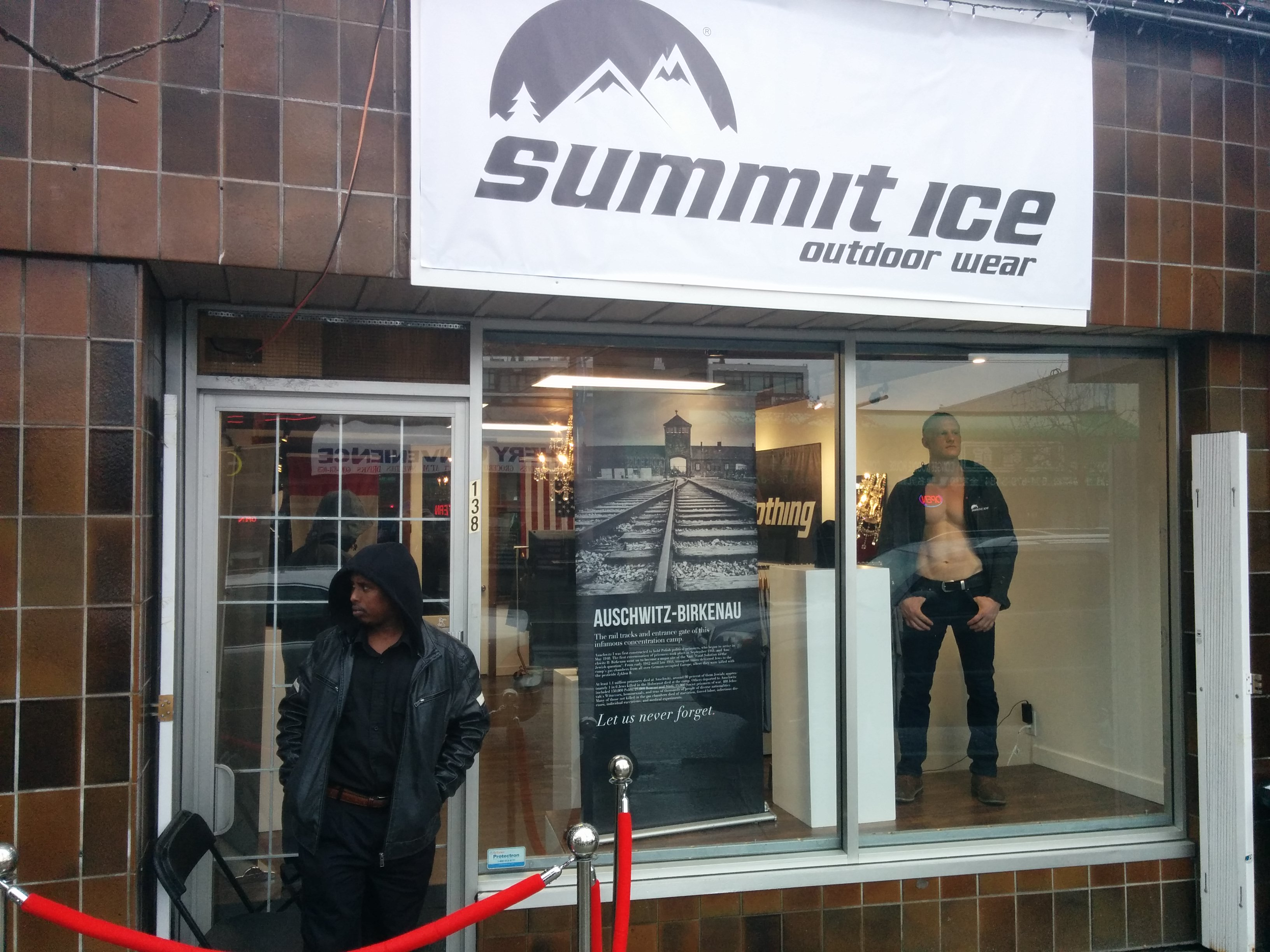
Pop-up-Laden von Summit Ice Apparel (2017)

Fielder gründete 2015 ein gemeinnütziges Unternehmen namens Summit Ice Apparel, nachdem er erfahren hatte, dass das in Vancouver ansässige Unternehmen Taiga eine Hommage an den Holocaust-Leugner Doug Collins veröffentlichte. Er beschloss, sein eigenes Unternehmen zu gründen und Softshell-Jacken zu produzieren. Dieses Unterfangen wurde in der dritten Staffel von Nathan for You gezeigt. Die Gewinne von Summit Ice Apparel gehen zu 100 % an das Vancouver Holocaust Education Centre in Vancouver. Das Unternehmen machte in den ersten drei Monaten fast 500.000 Dollar Umsatz. Im März 2017 eröffnete er einen Pop-up-Laden in Vancouver, in dem die Öffentlichkeit Summit Ice Apparel kaufen oder ihre Taiga-Jacke gegen eine Summit-Ice-Jacke eintauschen konnte. Fielder selbst bediente die Kasse. Auch ein Filmteam war vor Ort.

#### Seit 2019:How To with John Wilson, The RehearsalundThe Curse
2019 wurde bekannt gegeben, dass Fielder einen umfassenden Vertrag mit dem amerikanischen Fernsehsender HBO unterzeichnet hatte, in dessen Rahmen er als ausführender Produzent für die Dokumentarserie How To with John Wilson (2020–2023) fungieren und bei einer separaten Comedy-Serie die Hauptrolle übernehmen, das Drehbuch schreiben und Regie führen würde.
2020 beauftragte Showtime die Comedy-Serie The Curse, die von Fielder und dem Filmemacher Benny Safdie entwickelt und geschrieben wurde und in der Fielder, Safdie und Emma Stone die Hauptrollen spielen. Die erste Episode wurde am 12. November 2023 bei Showtime ausgestrahlt.
2021 gab HBO den Namen einer weiteren neuen Comedy-Serie bekannt, The Rehearsal, mit Fielder in der Hauptrolle, der auch als Autor, ausführender Produzent und Regisseur fungierte. Die erste Staffel von The Rehearsal wurde 2022 veröffentlicht und von der Kritik gelobt.

### Privatleben
Fielder war von 2011 bis zu ihrer Scheidung im Jahr 2014 mit einer Kinderbibliothekarin verheiratet. Auf seiner US-Green-Card ist er fälschlicherweise als weiblich eingetragen. Er lebt in Silver Lake, Los Angeles.
Fielder beschreibt sich selbst als jüdisch, aber „nicht besonders religiös“. Sowohl Nathan for You als auch The Rehearsal enthalten Themen im Kontext des modernen Judentumes wie Antisemitismus, Holocaustleugnung, den Israelisch-palästinensischen Konflikt und interreligiöse Elternschaft.

## Filmografie
Drehbuch
- 2006: Morris (Kurzfilm)
- 2006: Game (Kurzfilm)
- 2006: Bryce (Kurzfilm)
- 2006: Flashback (Kurzfilm)
- 2006: Dont (Kurzfilm)
- 2006: Flirt (Kurzfilm)
- 2006: Interview (Kurzfilm)
- 2006: Job Hunt (Kurzfilm)
- 2006: Widget (Kurzfilm)
- 2006: Dont (Kurzfilm)
- 2006: Eves (Kurzfilm)
- 2007: Cream of Comedy (Fernsehspecial)
- 2007: Even the Best (Kurzfilm)
- 2007: Blow Out (Kurzfilm)
- 2007: Weird Friend (Kurzfilm)
- 2007: Canadian Idol (Fernsehserie, 3 Episoden)
- 2007: Scenarios (Kurzfilm)
- 2007: Courage (Kurzfilm)
- 2008: Love and Cameras in America (Kurzfilm)
- 2007–2009: This Hour Has 22 Minutes (Fernsehserie, 33 Episoden)
- 2010: Thin Watermelon (Kurzfilm)
- 2010: MTV Movie Awards 2010
- 2010: Shutterbugs (Fernsehserie, Episode 4x1)
- 2010: Canadian Comedy Shorts (Fernsehserie, Episode 12x1)
- 2010: Important Things with Demetri Martin (Fernsehserie, 10 Episoden)
- 2011: Jon Benjamin’s Ultimate Trick Shot Video (Kurzfilm)
- 2011: Jon Benjamin Has a Van (Fernsehserie, 10 Episoden)
- 2011: Way Up There (Kurzfilm)
- 2013: The Web (Kurzfilm)
- 2013–2017: Nathan for You (Fernsehserie, 32 Episoden)
- seit 2022: The Rehearsal (Fernsehserie)
- 2023: The Curse (Fernsehserie)

Regie
- 2006: Morris (Kurzfilm)
- 2006: Game (Kurzfilm)
- 2006: Bryce (Kurzfilm)
- 2006: Flashback (Kurzfilm)
- 2006: Dont (Kurzfilm)
- 2006: Flirt (Kurzfilm)
- 2006: Interview (Kurzfilm)
- 2006: Job Hunt (Kurzfilm)
- 2006: Widget (Kurzfilm)
- 2006: Dont (Kurzfilm)
- 2006: Eves (Kurzfilm)
- 2006: In Your House (Kurzfilm)
- 2007: Even the Best (Kurzfilm)
- 2007: Blow Out (Kurzfilm)
- 2007: Weird Friend (Kurzfilm)
- 2007: Run In (Kurzfilm)
- 2007: Scenarios (Kurzfilm)
- 2007: Courage (Kurzfilm)
- 2008: The Magic Trick (Kurzfilm)
- 2008: Good Pals (Kurzfilm)
- 2008: Summer Days (Kurzfilm)
- 2008: Love and Cameras in America
- 2010: Thin Watermelon (Kurzfilm)
- 2011: Way Up There (Kurzfilm)
- 2012: Buyer’s Market (Kurzfilm)
- 2013: The Web (Kurzfilm)
- 2013–2017: Nathan for You (Fernsehserie, 30 Episoden)
- 2018: Who Is America? (Fernsehserie, 2 Episoden)
- seit 2022: The Rehearsal (Fernsehserie)
- 2023: The Curse (Fernsehserie)

Schauspiel
- 2006: Astrology Hallway (Kurzfilm)
- 2006: Game (Kurzfilm)
- 2006: Flashback (Kurzfilm)
- 2006: Once a Year (Kurzfilm)
- 2006: Dont (Kurzfilm)
- 2006: Flirt (Kurzfilm)
- 2006: Job Hunt (Kurzfilm)
- 2006: Widget (Kurzfilm)
- 2006: In Your House (Kurzfilm)
- 2007: Even the Best (Kurzfilm)
- 2007: Blow Out (Kurzfilm)
- 2007: Weird Friend (Kurzfilm)
- 2007: Scenarios (Kurzfilm)
- 2007: Courage (Kurzfilm)
- 2008: Bob and Choice (Kurzfilm)
- 2008: Summer Days (Kurzfilm)
- 2010: Thin Watermelon (Kurzfilm)
- 2010: Kelly 5-9 (Kurzfilm)
- 2006–2010: Canadian Comedy Shorts (Fernsehserie, 2 Episoden)
- 2010: Important Things with Demetri Martin (Fernsehserie, 3 Episoden)
- 2011: Jon Benjamin’s Ultimate Trick Shot Video (Kurzfilm)
- 2011: Jon Benjamin Has a Van (Fernsehserie, 11 Episoden)
- 2011: Pretend Time (Fernsehserie, Episode 2x7 Legalize Meth)
- 2011: Way Up There (Kurzfilm)
- 2012–2015: Bob’s Burgers (Fernsehserie, 2 Episoden, Stimme)
- 2013–2017: Nathan for You (Fernsehserie, 25 Folgen)
- 2013: The Web (Kurzfilm)
- 2013–2014: Drunk History (Fernsehserie, 2 Episoden)
- 2013–2015: Kroll Show (Fernsehserie, 3 Episoden)
- 2014: The League (Fernsehserie, Episode 6x4 When Rafi Met Randy)
- 2015: Die Simpsons (The Simpsons, Fernsehserie, Episode 26x16 Sky-Polizei, Stimme)
- 2015: Childrens Hospital (Fernsehserie, Episode 6x9 Sperm Bank Heist)
- 2015: Rick and Morty (Fernsehserie, Episode 2x6 Die Götter müssen verRickt sein, Stimme)
- 2015: The Grinder – Immer im Recht (The Grinder, Fernsehserie, Episode 1x7 Buckingham Malice)
- 2015: Die Highligen Drei Könige (The Night Before)
- 2016: Animals. (Fernsehserie, Episode 1x1 Ratten, Stimme)
- 2016: David (Miniserie, Episode 1x1)
- 2016: Transparent (Fernsehserie, Episode 3x2 Neue Wege)
- 2017: Tour de Pharmacy (Fernsehfilm)
- 2017: The Disaster Artist
- 2021: Marcel the Shell with Shoes On (Stimme)
- 2021: Saturday Morning All Star Hits! (Fernsehserie, Episode 1x8 Tape 8: LIVE!)
- seit 2022: The Rehearsal (Fernsehserie)
- 2023: The Curse (Fernsehserie)

Produktion
- 2006: Astrology Hallway (Kurzfilm, Produzent)
- 2006: Bryce (Kurzfilm, Produzent)
- 2006: Once a Year (Kurzfilm, Produzent)
- 2006: Dont (Kurzfilm, Produzent)
- 2006: Flirt (Kurzfilm, Produzent)
- 2006: Interview (Kurzfilm, Produzent)
- 2006: Job Hunt (Kurzfilm, Produzent)
- 2006: Widget (Kurzfilm, Produzent)
- 2007: Even the Best (Kurzfilm, Produzent)
- 2007: Blow Out (Kurzfilm, Produzent)
- 2007: Canadian Idol (Fernsehserie, Segmentproduzent)
- 2007: Run In (Kurzfilm, Produzent)
- 2007: Scenarios (Kurzfilm, Produzent)
- 2007: Courage (Kurzfilm, Produzent)
- 2008: The Magic Trick (Kurzfilm, Produzent)
- 2008: Good Pals (Kurzfilm, Produzent)
- 2008: Summer Days (Kurzfilm, Produzent)
- 2010: Thin Watermelon (Kurzfilm, Produzent)
- 2013: The Web (Kurzfilm, Produzent)
- 2013–2017: Nathan for You (Fernsehserie, 32 Episoden, ausführender Produzent)
- 2020–2023: How To with John Wilson (Fernsehserie, 18 Episoden, ausführender Produzent)
- seit 2022: The Rehearsal (Fernsehserie, ausführender Produzent)
- 2023: The Curse (Fernsehserie, ausführender Produzent)

## Auszeichnung und Nominierungen
Primetime Emmy Awards
- 2019: Nominiert in der Kategorie Beste Regie für eine Varieté-, Musik- oder Comedysendung für Who Is America? (Episode 2)

Directors Guild of America Awards
- 2019: Nominiert in der Kategorie Herausragende Regieleistung im Bereich Variety/Talk/News/Sports – Regelmäßig ausgestrahltes Programm für Who Is America? (Episode 2)

Gemini Awards
- 2008: Nominiert in der Kategorie Bestes Drehbuch in einer Comedy- oder Varieté-Sendung oder -Serie für This Hour Has 22 Minutes (Episode 3)

Gotham Awards
- 2021: Nominiert in der Kategorie Beste Dokumentarserie für How to with John Wilson
- 2022: Nominiert in der Kategorie Beste Dokumentarserie für The Rehearsal
- 2024: Nominiert in der Kategorie Beste Dramaserie für The Curse
- 2024: Nominiert in der Kategorie Bester Darsteller in einer Dramaserie für The Curse

Independent Spirit Awards
- 2023: Nominiert in der Kategorie Beste neue Dokumentarserie für The Rehearsal

Writers Guild of America Awards
- 2017: Nominiert in der Kategorie Best Comedy/Variety – Sketch Series für Nathan for You
- 2018: Nominiert in der Kategorie Best Comedy/Variety (Music, Awards, Tributes) – Specials für Nathan for You: A Celebration (Episode 1 von Staffel 4 von Nathan for You)
- 2018: Nominiert in der Kategorie Best Comedy/Variety – Sketch Series für Nathan for You
- 2019: Nominiert in der Kategorie Best Comedy/Variety – Sketch Series für Nathan for You
- 2024: Nominiert in der Kategorie Best Drama Series für The Curse

Canadian Comedy Awards
- 2014: Ausgezeichnet in der Kategorie Bester Darsteller – Fernsehen für Nathan for You[39]